# آندروستندیول دیپروپیونات
آندروستندیول دیپروپیونات(به انگلیسی: Androstenediol dipropionate)، بیسگسوویز، بیسکسوویزتر، جیناندرین و یا استناندیول یک داری آندروژن، استروئید آنابولیک با اثرات آندروژنیک است. این دارو در کشورهای ایتالیا، اسپانیا و اطریش عرضه می شود.